# Insulele Diomede
Diomede sunt două insule din strâmtoarea Bering, aflate la o depărtare de 4 km una de alta. Sunt separate de granița ruso-americană, care coincide cu linia internațională de schimbare a datei. Cea mai mare dintre insule, Marele Diomede (în rusă, Ratmonov), aparține Rusiei și este sediul unei importante stații meteorologice. La est de ea, se găsește insula Micul Diomede, care face parte din Alaska, SUA.